# L'Album de Brice
Albums de Brice Guilbert
En silence
(2008)
L'Album de Brice est le premier album de l'artiste, auteur et compositeur Brice Guilbert. Cet album est sorti le 30 septembre 2005 en France et en Belgique sous le label Vulcain et Polydor Records.
Le réalisateur François Hien a réalisé un film documentaire pendant l'élaboration de cet album, "Brice Guilbert - Le bel âge". On y suit Brice pendant une année, confiant ses espoirs et ses doutes vis-à-vis du processus qu'il est en train de vivre.
Ce documentaire est sorti sur un double DVD édité par le label belge DVDocs.
Trois chansons de cet album ont été mises en image par François Hien ("J'espère", "Pathologiquement Vôtre", "Sans Gêne"), et une autre par Maryam Goormaghtigh ("Nous Deux").

## Liste des titres
1. Pathologiquement Vôtre - 3:20
2. J'Espère - 3:03
3. Sans Gêne - 3:18
4. Jeune - 3:30
5. Pars et tu Verras - 2:57
6. L'Histoire d'un Homme - 2:47
7. La Vie - 2:58
8. Les Gens - 2:52
9. Nous Deux - 3:33
10. Edena - 2:17
11. Cel - 2:48